# Ik wil dat je liegt
Ik wil dat je liegt is een lied van de Belgische zanger Maksim en de Nederlandse zangeres Hannah Mae. Het werd in 2024 als single uitgebracht. Het lied werd geproduceerd door de samenstelling The Companions, die ook al nummers maakten voor Pommelien Thijs en Metejoor.
Het nummer won de Radio 2 Zomerhit van 2024.

## Hitnoteringen
Het lied werd bij radiozender MNM uitgeroepen tot MNM Big Hit. De artiesten hadden succes met het lied in het Nederlands taalgebied. Het behaalde de eerste plaats in de Vlaamse Ultratop 50 en stond meer dan 20 weken in deze hitlijst. In de Nederlandse Single Top 100 werd een 19e plaats behaald, meteen ook de eerste keer dat Maksim in de Nederlandse hitlijsten stond. In de Nederlandse Top 40 deed het duo nog beter met een piek op plaats 8.

### Nederlandse Top 40
| Hitnotering: 22-06-2024 tot heden | Hitnotering: 22-06-2024 tot heden | Hitnotering: 22-06-2024 tot heden | Hitnotering: 22-06-2024 tot heden | Hitnotering: 22-06-2024 tot heden | Hitnotering: 22-06-2024 tot heden | Hitnotering: 22-06-2024 tot heden | Hitnotering: 22-06-2024 tot heden | Hitnotering: 22-06-2024 tot heden | Hitnotering: 22-06-2024 tot heden | Hitnotering: 22-06-2024 tot heden | Hitnotering: 22-06-2024 tot heden | Hitnotering: 22-06-2024 tot heden | Hitnotering: 22-06-2024 tot heden | Hitnotering: 22-06-2024 tot heden | Hitnotering: 22-06-2024 tot heden | Hitnotering: 22-06-2024 tot heden | Hitnotering: 22-06-2024 tot heden | Hitnotering: 22-06-2024 tot heden | Hitnotering: 22-06-2024 tot heden | Hitnotering: 22-06-2024 tot heden |
| Week:                             | 1                                 | 2                                 | 3                                 | 4                                 | 5                                 | 6                                 | 7                                 | 8                                 | 9                                 | 10                                | 11                                | 12                                | 13                                | 14                                | 15                                | 16                                | 17                                | 18                                | 19                                | 20                                |
| --------------------------------- | --------------------------------- | --------------------------------- | --------------------------------- | --------------------------------- | --------------------------------- | --------------------------------- | --------------------------------- | --------------------------------- | --------------------------------- | --------------------------------- | --------------------------------- | --------------------------------- | --------------------------------- | --------------------------------- | --------------------------------- | --------------------------------- | --------------------------------- | --------------------------------- | --------------------------------- | --------------------------------- |
| Positie:                          | 40                                | 29                                | 27                                | 26                                | 25                                | 22                                | 22                                | 21                                | 20                                | 17                                | 19                                | 18                                | 15                                | 10                                | 8                                 | 10                                | 13                                | 15                                | 16                                |                                   |

### NederlandseSingle Top 100
| Hitnotering: 06-07-2024 tot heden | Hitnotering: 06-07-2024 tot heden | Hitnotering: 06-07-2024 tot heden | Hitnotering: 06-07-2024 tot heden | Hitnotering: 06-07-2024 tot heden | Hitnotering: 06-07-2024 tot heden | Hitnotering: 06-07-2024 tot heden | Hitnotering: 06-07-2024 tot heden | Hitnotering: 06-07-2024 tot heden | Hitnotering: 06-07-2024 tot heden | Hitnotering: 06-07-2024 tot heden | Hitnotering: 06-07-2024 tot heden | Hitnotering: 06-07-2024 tot heden | Hitnotering: 06-07-2024 tot heden | Hitnotering: 06-07-2024 tot heden | Hitnotering: 06-07-2024 tot heden | Hitnotering: 06-07-2024 tot heden | Hitnotering: 06-07-2024 tot heden | Hitnotering: 06-07-2024 tot heden | Hitnotering: 06-07-2024 tot heden | Hitnotering: 06-07-2024 tot heden |
| Week:                             | 1                                 | 2                                 | 3                                 | 4                                 | 5                                 | 6                                 | 7                                 | 8                                 | 9                                 | 10                                | 11                                | 12                                | 13                                | 14                                | 15                                | 16                                | 17                                | 18                                | 19                                | 20                                |
| --------------------------------- | --------------------------------- | --------------------------------- | --------------------------------- | --------------------------------- | --------------------------------- | --------------------------------- | --------------------------------- | --------------------------------- | --------------------------------- | --------------------------------- | --------------------------------- | --------------------------------- | --------------------------------- | --------------------------------- | --------------------------------- | --------------------------------- | --------------------------------- | --------------------------------- | --------------------------------- | --------------------------------- |
| Positie:                          | 91                                | 75                                | 60                                | 50                                | 40                                | 40                                | 36                                | 37                                | 33                                | 31                                | 31                                | 20                                | 21                                | 19                                | 19                                | 22                                | 19                                |                                   |                                   |                                   |

### VlaamseUltratop 50
| Hitnotering: 01-06-2024 tot 22-03-2025 | Hitnotering: 01-06-2024 tot 22-03-2025 | Hitnotering: 01-06-2024 tot 22-03-2025 | Hitnotering: 01-06-2024 tot 22-03-2025 | Hitnotering: 01-06-2024 tot 22-03-2025 | Hitnotering: 01-06-2024 tot 22-03-2025 | Hitnotering: 01-06-2024 tot 22-03-2025 | Hitnotering: 01-06-2024 tot 22-03-2025 | Hitnotering: 01-06-2024 tot 22-03-2025 | Hitnotering: 01-06-2024 tot 22-03-2025 | Hitnotering: 01-06-2024 tot 22-03-2025 | Hitnotering: 01-06-2024 tot 22-03-2025 | Hitnotering: 01-06-2024 tot 22-03-2025 | Hitnotering: 01-06-2024 tot 22-03-2025 | Hitnotering: 01-06-2024 tot 22-03-2025 | Hitnotering: 01-06-2024 tot 22-03-2025 | Hitnotering: 01-06-2024 tot 22-03-2025 | Hitnotering: 01-06-2024 tot 22-03-2025 | Hitnotering: 01-06-2024 tot 22-03-2025 | Hitnotering: 01-06-2024 tot 22-03-2025 | Hitnotering: 01-06-2024 tot 22-03-2025 |
| Week:                                  | 1                                      | 2                                      | 3                                      | 4                                      | 5                                      | 6                                      | 7                                      | 8                                      | 9                                      | 10                                     | 11                                     | 12                                     | 13                                     | 14                                     | 15                                     | 16                                     | 17                                     | 18                                     | 19                                     | 20                                     |
| -------------------------------------- | -------------------------------------- | -------------------------------------- | -------------------------------------- | -------------------------------------- | -------------------------------------- | -------------------------------------- | -------------------------------------- | -------------------------------------- | -------------------------------------- | -------------------------------------- | -------------------------------------- | -------------------------------------- | -------------------------------------- | -------------------------------------- | -------------------------------------- | -------------------------------------- | -------------------------------------- | -------------------------------------- | -------------------------------------- | -------------------------------------- |
| Positie:                               | 9                                      | 13                                     | 21                                     | 27                                     | 22                                     | 14                                     | 6                                      | 7                                      | 9                                      | 8                                      | 6                                      | 6                                      | 5                                      | 4                                      | 1                                      | 1                                      | 6                                      | 2                                      | 4                                      | 12                                     |
| Week:                                  | 21                                     | 22                                     | 23                                     | 24                                     | 25                                     | 26                                     | 27                                     | 28                                     | 29                                     | 30                                     | 31                                     | 32                                     | 33                                     | 34                                     | 35                                     | 36                                     | 37                                     | 38                                     | 39                                     | 40                                     |
| Positie:                               | 18                                     | 19                                     | 18                                     | 23                                     | 17                                     | 23                                     | 17                                     | 20                                     | 19                                     | 27                                     | 21                                     | 21                                     | 26                                     | 31                                     | 26                                     | 30                                     | 21                                     | 23                                     | 33                                     | 39                                     |
| Week:                                  | 41                                     | 42                                     |                                        |                                        |                                        |                                        |                                        |                                        |                                        |                                        |                                        |                                        |                                        |                                        |                                        |                                        |                                        |                                        |                                        |                                        |
| Positie:                               | 38                                     | 34                                     | uit                                    |                                        |                                        |                                        |                                        |                                        |                                        |                                        |                                        |                                        |                                        |                                        |                                        |                                        |                                        |                                        |                                        |                                        |